# 麥克·施特姆勒
麥克·施特姆勒（英語：Michael Stemmle，1967年—）是美國的男性電子遊戲設計師與電子遊戲總監。

## 經歷
在1985年青春時期的施特姆勒於私下寫出了個人第一款遊戲作品，內容是在Apple II電腦平台上執行的益智遊戲。
從史丹佛大學畢業後施特姆勒加入了LucasArts遊戲公司，而之前於大學的短劇演出經驗令他在往後劇本編寫方面有著影響。在LucasArts公司裡施特姆勒著手參與冒險遊戲方面的製作，例如由史蒂夫·普賽爾所繪製漫畫《妙探闖通關》改編的遊戲《妙探闖通關 大腳之謎》、或是猴島小英雄系列的《猴島小英雄 逃離猴島》。
於LucasArts任職14年後，施特姆勒離開了LucasArts進入Perpetual Entertainment公司；參與了以影集《星艦迷航記》改編的遊戲。隨後2008年施特姆勒改加入由先前LucasArts離任員工所成立的Telltale Games公司、繼續進行冒險遊戲方面的開發，而在2014完成《邊緣禁地傳說》後，施特姆勒從Telltale Games離職另求發展。

## 參與作品
- 亞特蘭提斯之謎（1992年）：遊戲設計助理、遊戲程式員
- 妙探闖通關 大腳之謎（1993年）：聯合遊戲總監、聯合遊戲設計師
- Afterlife（1996年）：遊戲總監、遊戲設計師
- 猴島小英雄 逃離猴島（2000年）：聯合遊戲總監、聯合遊戲設計師
- 絕地武士2：絕地浪子（2002年）：遊戲劇本
- 妙探闖通關：自由警探（2004年企劃中止作品）：遊戲總監、遊戲設計師
- 星際大戰：戰場前線2（2005年）：遊戲劇本
- 星艦迷航記線上版（2007年企劃中止作品）：主劇情
- 誘人的大壞蛋之酷遊戲（2008年）：遊戲設計師、遊戲劇本
- 猴島傳說（2009年）：遊戲設計師、遊戲劇本
- 妙探闖通關：惡魔劇場（2010年）：遊戲設計師、遊戲劇本
- 回到未來（2011年）：遊戲設計師、遊戲劇本
- 道具撲克夜2（2013年）：遊戲設計師、遊戲程式員
- 與狼同行（2014年）：遊戲設計師、遊戲劇本
- 邊緣禁地傳說（2014年）：遊戲設計師

## 外部連結
- 麥克·施特姆勒在互联网电影资料库（IMDb）上的資料（英文）